# Larry Cohen
Lawrence G. Cohen (Washington Heights, Nueva York; 15 de julio de 1936-Los Ángeles, 24 de marzo de 2019), conocido como Larry Cohen, fue un productor, director y guionista estadounidense. Se hizo conocido por sus películas de serie B, y fue autor de películas de terror y ciencia ficción —a menudo con elementos policíacos— en las décadas de 1970 y 1980. Desde entonces se concentró principalmente en escribir guiones para películas como Phone Booth (de Joel Schumacher), Cellular y Captivity. En el 2006 volvió a dirigir en la serie creada por Mick Garris Masters of Horror, donde se encargó del episodio Pick me up.

## Filmografía

### Director
- Masters of Horror — episodio "Pick Me Up" (2006)
- Original Gangstas (1996)
- As Good As Dead (1995)
- La ambulancia (1990)
- La bruja de mi madre (Wicked Stepmother) (1989)
- Deadly Illusion (1989)
- A Return to Salem's Lot (1987)
- It's Alive 3: Island of the Alive (1987)
- The Stuff (1985)
- Perfect Strangers (1984)
- Special Effects (1984)
- Q - The Winged Serpent (1982)
- See China and Die (1981)
- Full Moon High (1981)
- It's Alive 2: It Lives Again (1978)
- The Private Files of J. Edgar Hoover (1977)
- God Told Me To (1976)
- It's Alive (1974)
- Hell Up in Harlem (1973)
- Black Caesar (1973), conocida también como The Godfather of Harlem
- Bone (1972), conocida también como Dial Rat

### Guionista
- The Gambler, the Girl and the Gunslinger (2009)
- Messages Deleted (2009)
- Maniac Cop, cortometraje - personajes (2008)
- Connected, argumento original (2008)
- It's Alive (2008)
- Captivity (2007)
- Cellular, argumento (2004)
- Phone Booth, guionista (2002)
- Misbegotten (1998)
- The Defenders: Choice of Evils, telefilm - argumento (1998)
- The Ex (1997)
- Uncle Sam (1997)
- Ed McBain's 87th Precinct: Heatwave, telefilm (1996)
- The Invaders, telefilm (1995)
- The Expert, no acreditado (1995)
- As Good As Dead, telefilm (1995)
- NYPD Blue, 2ª temporada - episodio 17, "Dirty Socks"] (1995)
- Guilty as Sin (1993)
- Jack Finney's Body Snatchers (1993)
- Maniac Cop III: Badge of Silence (1993)
- Maniac Cop 2 (1990)
- The Ambulance (1990)
- Wicked Stepmother (1989)
- Desperado: Avalanche at Devil's Ridge, telefilm (1988)
- Maniac Cop (1988)
- Deadly Illusion (1987)
- Best Seller (1987)
- A Return to Salem's Lot (1987)
- It's Alive 3: Island of the Alive (1987)
- The Stuff (1985)
- Perfect Strangers (1984)
- Special Effects (1984)
- Scandalous [Story] (1984)
- Women of San Quentin, telefilm - argumento (1983)
- Q - The Winged Serpent (1982)
- I, the Jury (1982)
- Full Moon High (1981)
- The American Success Company (1980)
- It's Alive 2: It Lives Again (1978)
- Sparrow, telefilm - creador (1978)
- The Private Files of J. Edgar Hoover (1977)
- God Told Me To (1976)
- Griff, episodio "Man on the Outside"] (1975)
- It's Alive (1974)
- Columbo, episodio "An Exercise in Fatality"] (1974)
- Columbo, episodio "Candidate for Crime"] (1973)
- Columbo, episodio "Any Old Port in a Storm"] (1973)
- Shootout in a One-Dog Town [telefilm], argumento (1974)
- Hell Up in Harlem (1973)
- Black Caesar (1973) conocida también como The Godfather of Harlem
- Cool Million, piloto serie de televisión (1972)
- Bone (1972) conocida también como Dial Rat
- Call Home, telefilm - desarrollador (1972)
- In Broad Daylight, telefilm (1971)
- El Cóndor (1970)
- Daddy's Gone A-Hunting (1969)
- Scream, Baby, Scream (1969)
- The Invaders, 43 episodios -creador] (1967-8)
- Custer, conocida también como The Legend of Custer [sugerido por] (1967)
- Coronet Blue, 11 episodios -creador (1967)
- I Deal in Danger (1966)
- The Rat Patrol, episodio "The Blind Man's Bluff Raid"] (1966)
- Return of the Seven, conocida también como Return of the Magnificent Seven (1966)
- Blue Light, 17 episodios -creador (1966)
- Blade River, Revenge of the Indian Nations (1966)
- Branded, 48 episodios - creador (1965-6)
- Kraft Suspense Theatre, episodio "Kill No More" (1965)
- The Fugitive, episodio "Scapegoat"] [Historia] (1965)
- The Fugitive, episodio "Escape into Black" (1964)
- Espionage, episodio "Medal for a Turned Coat" (1964)
- The Defenders, guionista, 9 episodios (1963-5)
- The Nurses serie de televisión, 3 episodios (1963)
- Arrest and Trial, episodio "My Name is Martin Burham"] (1963)
- Sam Benedict, episodio "Accompice"] (1963)
- Checkmate, episodio "Nice Guys Finish Last"] (1961)
- The United States Steel Hour, episodio "The Golden Thirty"] (1961)
- Way Out, episodio "False Face"] (1961)
- Dick Powell's Zane Grey Theater, episodio "Killer Instinct"] (1960)
- Kraft Television Theatre, episodio "Night Cry"] (1958)
- Kraft Television Theatre, episodio "The Eighty Seventh Precinct" - adaptación (1958)